# Rubén Hernández Sánchez
Rubén Hernández Sánchez (* 10. Juli 1968 in Guadalajara, Jalisco) ist ein mexikanischer Fußballtrainer und ehemaliger Fußballspieler auf der Position eines Stürmers.

## Leben
Als Spieler stand Hernández zwischen 1988 und 1990 bei seinem Heimatverein Club Deportivo Guadalajara unter Vertrag und absolvierte auch einen Länderspieleinsatz für die mexikanische Fußballnationalmannschaft.
Seit 2009 ist Hernández als Cheftrainer tätig. Seine erste Station waren die Tuzos UAZ, bei denen er seit 2018 erneut unter Vertrag steht. Dazwischen war er fünf Jahre lang für den Mineros de Fresnillo FC verantwortlich.  